# Liz Clay
Elizabeth Clay, detta Liz (9 maggio 1995), è un'ostacolista e velocista australiana.

## Biografia
Si appassiona all'atletica leggera da giovanissima e nel 2014 avrebbe dovuto partecipare ai campionati mondiali juniores, ma dovette rinunciare a causa di una frattura all'osso navicolare.
Nel 2017 partecipa alla gara dei 100 metri ostacoli alle Universiadi di Taipei, senza però riuscire a superare le batterie di qualificazione. Nel 2021, dopo aver vinto il suo primo titolo di campionessa australiana assoluta dei 100 metri ostacoli, partecipa alla sua prima Olimpiade, i Giochi di Tokyo, riuscendo ad approdare alla semifinale dei 100 metri ostacoli, dove fa registrare l'undicesimo miglior tempo, non sufficiente per l'accesso alla finale.
Nel 2022 raggiunge la semifinale dei 60 metri ostacoli ai campionati mondiali indoor di Belgrado e, dopo essersi riconfermata campionessa nazionale nei 100 metri ostacoli, prende parte ai campionati mondiali all'aperto di Budapest, dove viene squalificata in batteria di qualificazione per abbattimento scorretto di un ostacolo.
Nel 2024 conquista la medaglia d'oro nei 100 metri ostacoli ai campionati oceaniani con il tempo di 12"99, nuovo record della manifestazione.

## Progressione

### 100 metri piani
| Stagione | Tempo | Luogo      | Data       | Rank. Mond. |
| -------- | ----- | ---------- | ---------- | ----------- |
| 2024     | 11"72 | Brisbane   | 3-2-2024   |             |
| 2023     | 12"23 | Brisbane   | 31-3-2023  | 3379ª       |
| 2022     | 11"90 | Sydney     | 12-3-2022  | 1449ª       |
| 2021     | 12"05 | Gold Coast | 25-6-2021  | 1948ª       |
| 2020     | 11"99 | Brisbane   | 6-3-2020   | 678ª        |
| 2019     | 11"93 | Brisbane   | 13-12-2019 | 1439ª       |
| 2018     | 12"52 | Brisbane   | 2-2-2018   | –           |
| 2017     | 12"35 | Canberra   | 17-2-2017  | –           |
| 2016     | 12"77 | Brisbane   | 17-12-2016 | –           |
| 2014     | 12"88 | Sydney     | 11-1-2014  | –           |
| 2013     | 12"80 | Gold Coast | 30-9-2013  | –           |
| 2011     | 13"44 | Sydney     | 17-12-2011 | –           |

### 100 metri ostacoli
| Stagione | Tempo | Luogo             | Data       | Rank. Mond. |
| -------- | ----- | ----------------- | ---------- | ----------- |
| 2024     | 12"78 | Kuortane          | 22-6-2024  |             |
| 2023     | 13"24 | La Chaux-de-Fonds | 2-7-2023   | 195ª        |
| 2022     | 12"72 | Sydney            | 2-4-2022   | 31ª         |
| 2021     | 12"71 | Tokyo             | 1-8-2021   | 23ª         |
| 2020     | 12"94 | Melbourne         | 6-2-2020   | 15ª         |
| 2019     | 13"43 | Brisbane          | 12-1-2019  | 252ª        |
| 2018     | 13"51 | Perth             | 13-1-2018  | 307ª        |
| 2017     | 13"36 | Canberra          | 12-3-2017  | 185ª        |
| 2016     | 13"51 | Sydney            | 3-4-2016   | 292ª        |
| 2015     | 13"61 | Brisbane          | 29-3-2015  | 332ª        |
| 2014     | 13"81 | Sydney            | 14-3-2014  | 495ª        |
| 2013     | 13"82 | Sydney            | 9-11-2013  | 439ª        |
| 2012     | 14"83 | Sydney            | 15-12-2012 | –           |

## Palmarès
| Anno | Manifestazione       | Sede     | Evento   | Risultato   | Prestazione | Note                  |
| ---- | -------------------- | -------- | -------- | ----------- | ----------- | --------------------- |
| 2017 | Universiadi          | Taipei   | 100 m hs | Batteria    | 14"92       |                       |
| 2021 | Giochi olimpici      | Tokyo    | 100 m hs | Semifinale  | 12"71       |                       |
| 2022 | Mondiali indoor      | Belgrado | 60 m hs  | Semifinale  | 8"01        |                       |
| 2022 | Mondiali             | Eugene   | 100 m hs | Batteria    | dq          |                       |
| 2024 | Campionati oceaniani | Suva     | 100 m hs | Oro         | 12"99       | Record dei campionati |
| 2024 | Giochi olimpici      | Parigi   | 100 m hs | Ripescaggio | 12"99       |                       |

## Campionati nazionali
- 2 volte campionessa australiana assoluta dei 100 metri ostacoli (2021, 2022)

2014
- Eliminata in batteria ai campionati australiani assoluti, 100 m ostacoli - 13"97

2015
- 4ª ai campionati australiani assoluti, 100 m ostacoli - 13"61

2016
- 5ª ai campionati australiani assoluti, 100 m ostacoli - 13"56

2017
- 4ª ai campionati australiani assoluti, 100 m ostacoli - 13"34

2018
- 5ª ai campionati australiani assoluti, 100 m ostacoli - 13"79

2021
- Oro ai campionati australiani assoluti, 100 m ostacoli - 12"97

2022
- Oro ai campionati australiani assoluti, 100 m ostacoli - 12"72

2023
- Eliminata in batteria ai campionati australiani assoluti, 100 m piani - 12"23

2024
- Argento ai campionati australiani assoluti, 100 m ostacoli - 13"03